# L'Homme qui aimait les femmes
Pour plus de détails, voir Fiche technique et Distribution.
L'Homme qui aimait les femmes est un film français de François Truffaut, sorti en 1977.

## Synopsis
Bertrand travaille dans une entreprise d'aérodynamisme. Il est autant amoureux des femmes que de l'idée même de la femme. Pour lui, toutes les femmes sont uniques et irremplaçables. Elles sont à la fois l'œuvre de sa vie, son inspiration artistique et la cause de sa mort. Mais si Bertrand est un amoureux insatiable, c'est que deux profondes blessures sont restées en lui. Celle que lui a causé une mère distante et froide, tout d'abord, et dont il ne parviendra jamais à se faire aimer. Et puis celle que lui a infligée Véra en le quittant. Depuis que Véra est partie, Bertrand erre de femme en femme, les collectionnant pour ne pas s'y attacher. Une passion qu'il résume par ces mots : 

« Les jambes des femmes sont des compas qui arpentent le globe terrestre en tous sens, lui donnant son équilibre et son harmonie. »

Au fil du temps, il se souvient de toutes les femmes qu'il a rencontrées. Il compose un livre à partir de tous ses souvenirs. Ce livre sera publié après sa mort. Son titre est L'Homme qui aimait les femmes.

## Fiche technique
- Titre : L'Homme qui aimait les femmes
- Réalisation : François Truffaut, assisté d'Alain Maline
- Scénario : François Truffaut, Suzanne Schiffman, Michel Fermaud
- Musique : Maurice Jaubert
- Son : Michel Laurent
- Photographie : Néstor Almendros
- Montage : Martine Barraqué
- Décors : Jean-Pierre Kohut-Svelko
- Costumes : Monique Dury ; Ted Lapidus pour Brigitte Fossey
- Production : Marcel Berbert (non crédité au générique) pour les Films du Carrosse
- Direction de production : Marcel Berbert
- Format : couleur — 35 mm — 1,66:1 — son monophonique
- Tournage : du 19 octobre 1976 au 5 janvier 1977 à Montpellier
- Durée : 120 minutes
- Date de sortie : 27 avril 1977
- Affiche : Jouineau Bourduge (France)

## Distribution
- Charles Denner : Bertrand Morane
  - Michel Marti : Bertrand adolescent
- Brigitte Fossey : Geneviève Bigey, éditrice aux éditions Betany
- Nelly Borgeaud : Delphine Grezel
- Geneviève Fontanel : Hélène, la vendeuse de lingerie
- Leslie Caron : Véra, qui revient de New-York et Londres
- Nathalie Baye : Martine Desdoits / « Aurore » (voix uniquement, non créditée)
- Valérie Bonnier : Fabienne
- Jean Dasté : le docteur Bicard
- Sabine Glaser : Bernadette
- Marie-Jeanne Montfajon : Christine Morane, la mère de Bertrand
- Chantal Balussou
- Nella Barbier : Liliane, la serveuse judoka et réceptionniste
- Anne Bataille : la jeune femme à la robe frangée
- Martine Chassaing : Denise
- Luce Stebenne : la première employée du loueur Midi Car
- Ghylaine Dumas : la seconde employée du loueur Midi-Car
- Monique Dury : Monique Duteil
- Michele Gonsalvez
- Sabine Guilleminot
- Christian Lentretien : l'inspecteur de police
- Marcel Berbert : le chirurgien, mari de Delphine
- Frédérique Jamet : la petite fille de l'escalier
- Roger Leenhardt : M. Betany, directeur des éditions
- Henri Agel, Henry-Jean Servat : lecteurs des éditions Betany
- François Truffaut : l'homme aux funérailles

## Accueil
Charles Denner est nommé au César du meilleur acteur en 1978 pour son interprétation du rôle de Bertrand.

C'est l'un des films préférés du réalisateur Bruno Podalydès. Dans un entretien aux Cahiers du cinéma en 1998, il explique : 

« Je suis tombé dans Truffaut quand j'étais petit. J'adore particulièrement L'Homme qui aimait les femmes et j'avais pensé qu'Albert Jeanjean pouvait mourir en se faisant renverser par une voiture. »

## Autour du film
- Dans une interview radiophonique accordée à Claude-Jean Philippe à l'occasion de la sortie du film, François Truffaut affirma avoir songé à créer un personnage de séducteur pour Charles Denner en l'entendant faire l'éloge des femmes de son timbre si particulier lors d'un segment de La mariée était en noir tourné en 1968.
- François Truffaut profita des longues heures d'attente sur les plateaux de Rencontre du troisième type (1977) où les effets spéciaux réclamaient énormément de temps d'élaboration pour rédiger son scénario de L'homme qui aimait les femmes.
- Il existe un remake américain de 1983 librement adapté : L'Homme à femmes (The Man Who Loved Women) de Blake Edwards (avec Burt Reynolds et Julie Andrews)
- Curieuse coïncidence, Leslie Caron joua en 1959 dans un film intitulé L'Homme qui comprend les femmes.
- La voix du "réveil téléphonique" surnommée Aurore est également interprétée par Nathalie Baye sans en être créditée.